# 5797 Bivoj
Az 5797 Bivoj (ideiglenes jelöléssel 1980 AA) egy földközeli kisbolygó. Antonín Mrkos fedezte fel 1980. január 13-án.